# American Woman (film 2018)
American Woman è un film del 2018 diretto da Jake Scott.

## Trama
Nel 1998, in una cittadina rurale della Pennsylvania, Deb Callahan è una madre single di 33 anni che vive con la figlia adolescente, Bridget, e il figlio neonato di Bridget, Jesse. Deb ha avuto Bridget quando aveva 16 anni e vive dall'altra parte della strada rispetto alla sorella maggiore, Katherine. Deb e Katherine hanno una relazione amorevole ma tempestosa, poiché la riservata Katherine è critica dell'avventatezza di Deb e delle sue relazioni con gli uomini. È un rapporto simile a quello di Deb e sua madre, Peggy. Una notte, Deb fa da babysitter a Jesse così Bridget può uscire con Tyler, il padre di Jesse, con il quale Bridget ha una relazione saltuaria. La mattina dopo, Deb si rende conto che Bridget non è tornata a casa. Chiama freneticamente in giro e interroga Tyler, il quale afferma che lui e Bridget hanno litigato e che è andata a casa della sua amica Jenna. Jenna dice a Deb che Bridget è partita tardi quella sera, dicendo che sarebbe tornata a casa a piedi.
Il sergente Morris inizia un'indagine sulla scomparsa di Bridget e Deb insiste che Tyler è responsabile, sostenendo che crede che abbia abusato di Bridget. Sentendosi impotente negli sforzi per trovare Bridget, Debra cerca conforto in Brett, un uomo sposato con cui ha una relazione. Quando Brett non riesce a incontrarla per uno dei loro appuntamenti, Deb, ubriaca, affronta lui e sua moglie nella loro casa. Quindi parte, guidando incautamente prima di schiantarsi su un terrapieno, tentando il suicidio. Tuttavia, sopravvive indenne all'evento.
Diversi anni dopo, la scomparsa di Bridget diviene un caso irrisolto e Deb cresce il nipote Jesse. È fidanzata con Ray, un operaio della raffineria, trasferitosi a casa sua. Ray è dispotico e offensivo nei confronti di Deb e Jesse, ma lei lo tollera poiché le dà sostegno finanziario mentre frequenta un college locale. Tuttavia, non potendone più, lo costringe ad andarsene dopo essere stata picchiata violentemente di fronte a Jesse. Intanto, continua a tenere veglie in occasione dei compleanni di Bridget e si riappacifica con Tyler, che ha recentemente completato la riabilitazione dalla droga, permettendogli di visitare Jesse. Tyler incolpa Deb per la sua dipendenza dalla droga, poiché lei lo ha accusato pubblicamente della scomparsa di Bridget. Deb si scusa, spiegando che ormai da molto tempo non lo ritiene responsabile della scomparsa di Bridget. Tyler cerca di costruire una relazione con Jesse, ma senza successo.
Dopo aver terminato il college, Deb trova lavoro come supervisore delle risorse umane in una struttura di residenza assistita, dove sua madre, Peggy, viene a vivere dopo aver subito un ictus. Qualche tempo dopo, Katherine incoraggia Deb a iniziare a frequentarsi e pianifica un doppio appuntamento con Chris, un amico di Terry. Debra è inizialmente insensibile alle avances di Chris, ma i due si avvicinano rapidamente e si sposano dopo otto settimane di appuntamenti. Chris sviluppa una stretta relazione paterna con Jesse, ora adolescente. Dopo diversi anni, tuttavia, la relazione tra Deb e Chris si deteriora e lei scopre che lui ha una relazione. Lo affronta prima di cacciarlo di casa.
Un giorno, 11 anni dopo la scomparsa di Bridget, il sergente Morris arriva al lavoro di Deb per informarla che un serial killer li ha condotti ai resti di Bridget, che hanno portato alla luce in una fossa poco profonda. Deb va a trovare l'assassino di Bridget in prigione sperando di conoscere il destino di sua figlia. Più tardi, il sergente Morris porta Deb e Jesse sulla scena del crimine dove sono stati scoperti i resti di Bridget. Debra singhiozza e giace nella tomba di sua figlia.
Qualche tempo dopo, Deb decide di vendere la sua casa e di trasferirsi con Jesse per iniziare una nuova vita. Chris le dice che la ama ancora, ma Deb non è disponibile alle sue avances e gli dice addio. Dopo la vendita, Deb e Jesse salutano commossi Katherine, Terry e Peggy, prima di partire verso la loro nuova casa.

## Produzione
Le riprese del film sono iniziate nell'aprile del 2017.

## Promozione
Il primo trailer del film viene diffuso il 6 maggio 2019.

## Distribuzione
La pellicola è stata presentata al Toronto International Film Festival il 9 settembre 2018 e distribuita nelle sale cinematografiche statunitensi a partire dal 14 giugno 2019.

## Riconoscimenti
- 2020 - Film festival internazionale di Milano[4]
  - Candidatura per il miglior film
  - Candidatura per il miglior regista a Jake Scott
  - Candidatura per la miglior sceneggiatura a Brad Ingelsby
  - Candidatura per la miglior protagonista a Sienna Miller
  - Candidatura per la miglior fotografia a John Mathieson